# Rushikulya
Rushikulya és un riu d'Orissa al districte de Ganjam.
Neix a la muntanya Rushimalo (de la qual agafa el nom), prop de Daringabadi a 19° 55′ N, 84° 08′ E / 19.917°N,84.133°E i corre en direcció sud-est fins Aska i després sud-est i est fins a la badia de Bengala a la ciutat de Ganjam, on desaigua.
Té un curs de 185 km i a la seva vora hi ha diverses poblacions com Surada, Aska, Purushottapur i Ganjam. Prop de la població de Surada rep al Pathama, després al Bhaguva, el Mahanadi a Aska, i després el Godahaddo.